# ハレム

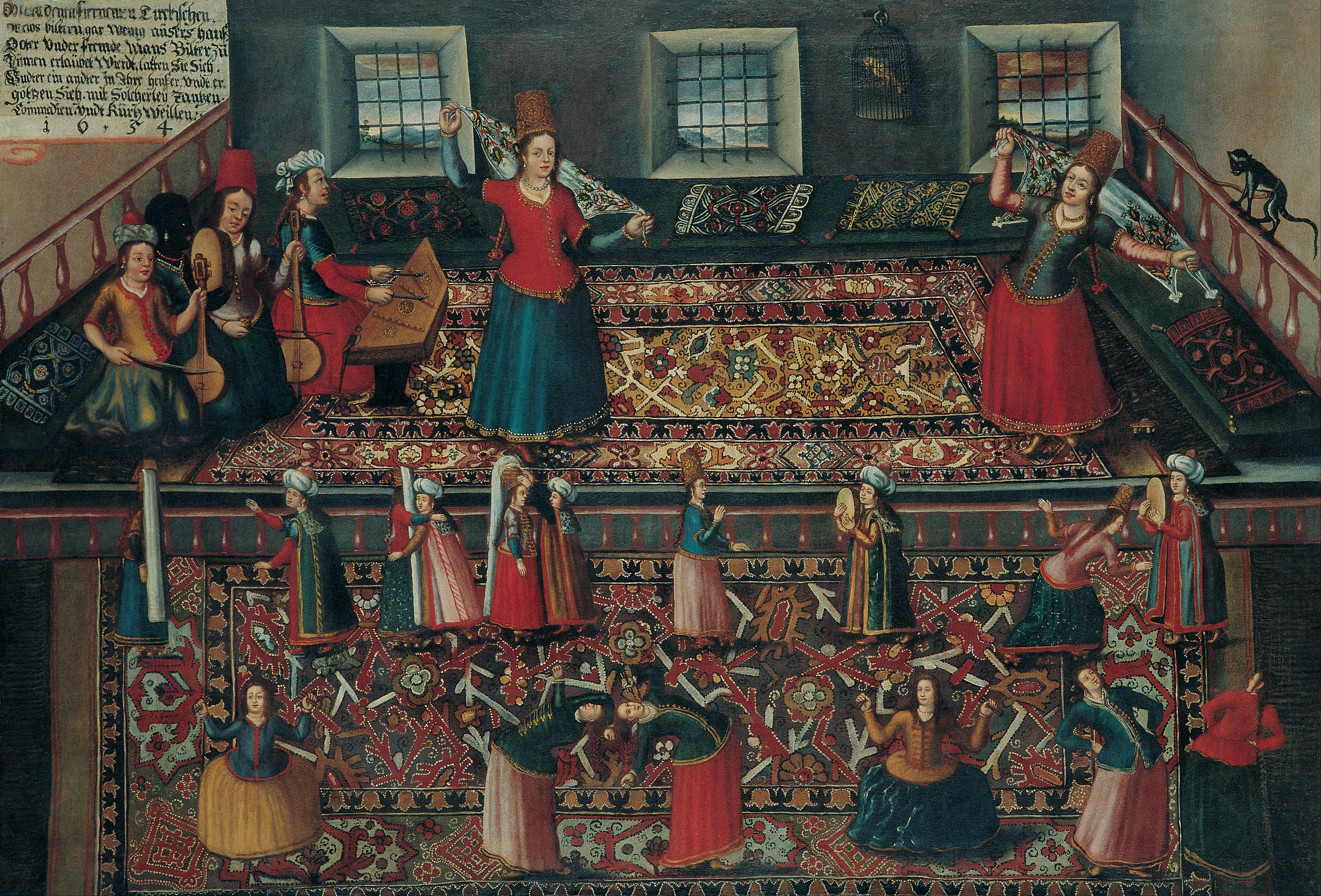
トプカプ宮殿のハレム

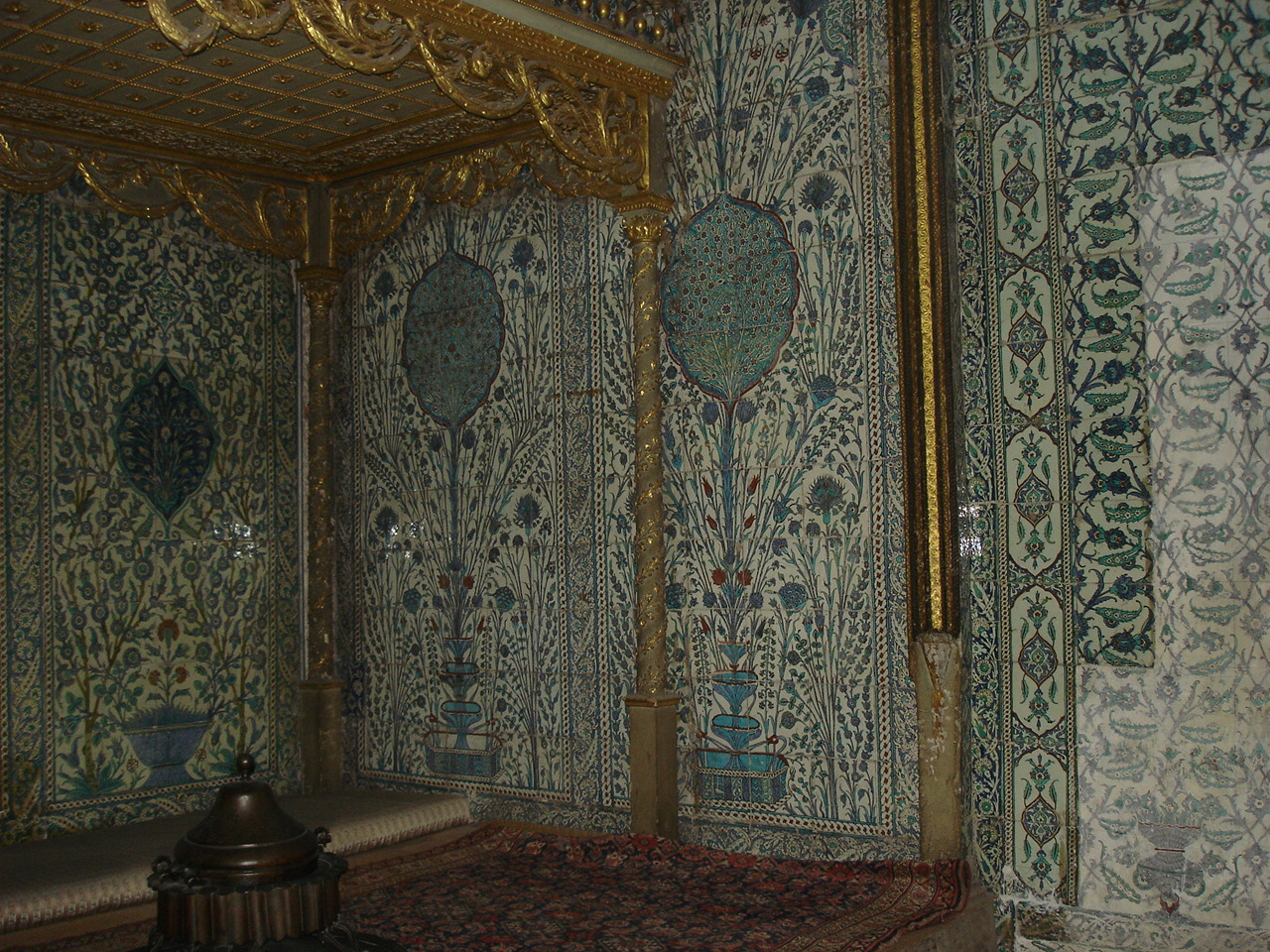
現在のトプカプ宮殿のハレム（同じ部屋ではない）

ハレム（トルコ語: harem）とは、イスラム社会における女性の居室のことである。
現在の日本語として定着したハーレムの語源。

## 名称
「ハレム」と言う名称は、トルコ語からイスラム世界の外側の諸外国語に広まったもので、アラビア語ではハリーム（حريم harīm）と呼ばれている。
トルコ語のハレムは、アラビア語のハリーム、ないしはアラビア語ではもっぱら聖地を指す語であるハラーム（حرم ḥarām）の転訛である。ハリーム、ハラームとも原義は「禁じられた（場所）」という意味で、ハレムとは、男性はその場所にいる女性の夫・子や親族以外、立ち入りが禁じられていたことから生まれた名称である。歴史的には、10世紀以降、イスラム国家の宮廷において後宮の発達が著しく進んだことにともない、この呼称も定着するようになったといわれる。
日本語ではハーレムと呼ぶこともあるが、学術的にはトルコ語の発音に近い「ハレム」が一般的である。英語では/hɛrəm/（ヘレム）もしくは、まれに/hɑːriːm/（ハーリーム）である。

## ハレムの文化的背景
男子禁制を旨とするハレムの文化的背景には、イスラーム（イスラーム教）のうち保守的で厳格主義的な考え方を採る者によって強調されてきた「性的倫理の逸脱を未然に保護するためには男女は節理ある隔離を行わなければならない」との性倫理が存在すると言われる。
イスラームの聖典であるクルアーン（コーラン）には、マディーナの預言者ムハンマドの自宅に頻繁に出入りする信徒たちと預言者の家族の居室の間を厳密に区切り、両者の無闇な行き来や会話を戒めた規定がみられる。またクルアーンの別の箇所では、ムスリム（イスラーム教徒）の女性たるものは貞節を固く守るべきとの戒めが説かれている。後世のムスリムたちは、この預言者の家族に関する規定と女性の貞潔義務の規定を厳密に遵守適用するための配慮として、家屋の中にハリーム（حريم）の領域、すなわち訪問者の立ち入りが禁じられた空間を置くようになった。この意味では、ハレムは女性が外出時に着用することとされているヴェールなどと同じ発想に基づいている。
ところが、ハレムの習慣はイスラーム特有の文化というわけではなく、古代の地中海世界において、富裕な階層が倫理的・文化的・経済的な理由において女性の居室を隔離した風習がそもそもの起源であるとも考えられており、必ずしも宗教的な理由にのみ基づく習慣であるとは言い切れない点でも、ヴェールの風習と類似する。
また、ハレムはイスラーム社会における男女隔離の推奨に基づいているとはいえ、下層の人々や農村社会、遊牧民など、男女が屋内外で共働きすることが前提となっている社会階層では経済的合理性を欠くため、このような社会階層に属する家庭やこのような階層が多数を占める地域においては、ハレムの制度は事実上成り立たない。
ハレムの習慣はヴェールと同じように、近代的価値観の普及とともにイスラームにおける一夫多妻制の規定と結び付けられ、性的搾取ないし女性差別の象徴、或いはイスラーム世界の後進性の実例として批判されてきた。イスラーム社会の内部でも20世紀後半以降、女性の社会進出にともなって厳格な適用は好まれなくなり、多くの国々で衰退に向かっている。

## 宮廷のハレム
ハレムを厳密に運用するには、多くの夫人を抱え女性を労働力とせずに、家庭内に置いておくことが可能な経済力が前提であった。これは、裏返して言えば、イスラム世界で最も富裕な存在である王侯貴族の宮廷においてハレムが厳密かつ大規模に営まれていたということを意味する。確かに、イスラムの教主であるカリフの権威が絶頂に達したアッバース朝においては、『千夜一夜物語』に半ば伝説化して語られたような非常に大規模なハレムが営まれていた。
『クルアーン』は預言者の妻たちが顔を見せてよいのは、同性の女性たちと自分の家族、親族の男性を除くと、彼女らの所有する奴隷のみであると語っているため、ハレムでは奴隷身分の者が労働に召し使われることとなったが、カリフのような富裕な王侯貴族のもとでは、このような奴隷は去勢されて宦官とされていた。宦官が召し使われたという点では古代オリエントや中国の後宮と同じである。また、ハレムに住まう夫人たちの身辺には奴隷身分の侍女たちも置かれたが、イスラム法では女奴隷の生んだ子は父が認知すれば自由人として認められることができると定められていたため、彼女たち女奴隷はハレムの夫人たちの夫の子供を私生児ではなく嫡出子として産む可能性があった。従って、女奴隷とは側室候補でもあり、夫の子を産めば奴隷身分から解放され、一躍王侯貴族の夫人として尊敬される身になることも珍しくなかったことは、江戸城の大奥の侍女とも似ている。
マムルーク朝の初代スルターンとなったシャジャル・アッ＝ドゥッルは奴隷身分から君主の子を生んで解放され、王の妃へと身分を上昇させた女性の典型的な例である。

### オスマン帝国のハレム
アッバース朝の衰亡後、アラブ人にかわってイスラム世界屈指の大帝国を築いたオスマン帝国においてもハレムはきわめて大規模なものが存在した。
オスマン帝国の君主は4代バヤズィト1世以来、キリスト教徒出身の女奴隷を母として生まれたものが多く、そもそも君主権が絶頂化して有力者との婚姻が不要となった15世紀以降には、ほとんど正規の結婚を行う君主はいなかった。オスマン帝国のハレムには、美人として有名なカフカス出身（とりわけ、チェルケス人）の女性を中心とする多くの女奴隷が集められ、その数は最盛期には1,000人を越えたとされる。女性たちのほか、イスラム法により非ムスリムであるヨーロッパ出身の白人宦官、およびアフリカ出身の黒人宦官がハレムで仕えた。
女性たちは、様々な過程を経てハレムの中に入った。例えば、戦争捕虜や略奪行為、アキンジによる売却、貧困家庭からの売却によって奴隷身分となった。彼女らは、イスタンブールで購入されると、イスタンブール各所に置かれた君主の宮廷に直接下賜される者に限らず、政府高官によって買われ彼らの屋敷のハレムに入った者もいた。直接君主の宮廷へ入った者たちは、黒人の宦官によって生活を監督されながら歌舞音曲のみならず、礼儀作法や料理、裁縫、さらにアラビア文字の読み書きから詩などの文学に至るまで様々な教養を身につけさせられた。また、政府高官に買われた女性たちも同様に様々な技量を身につけ、侍女として皇帝の住まうトプカプ宮殿のハレムに下賜された。ムラト3世の治世では本だけ絶対に持ち込むことができなかった。
ジャーリヤ（女奴隷、単数：jariya、複数：jawari）と呼ばれる彼女らの中から君主の「お手つき」になったものはイクバル（İkbal、幸運な者）、ギョズデ（Gözde、お目をかけられた者）と称され、私室を与えられて側室の格となる。やがて寵愛を高めたものはハセキ（Haseki、寵姫）、カドゥン（Kadın、夫人）などの尊称を与えられ、もっとも高い地位にある者はバシュ・カドゥン（Baş Kadın、主席夫人）の称号をもった。さらに後継者となりうる男子を産めばハセキ・スルタンと呼ばれるが、皇帝は原則として彼女らと法的な婚姻を結ぶことはなく、建前上は君主の奴隷身分のままであった。スレイマン1世の夫人ヒュッレム・スルタン（ロクセラーナ）は元キリスト教徒の奴隷から皇帝の正式な妻にまで取り立てられた稀有な例である。
一方、皇帝の母になれなかった側室たちや、皇帝の子を産むこともなく失寵した側室たち、また「幸運」に恵まれず寵愛を受けられなかった侍女たちは、時には皇帝から重臣に下賜されることもあったが、多くの場合皇帝の死去に伴い、「涙の家」と呼ばれる旧宮殿に移され、年金を与えられて静かに余生を送る運命であった。また、15世紀以降のオスマン帝国では、前君主の死後に即位した王子は、王位争いの対抗者となった兄弟たちを処刑する「兄弟殺し」の慣行（のちに宮廷の一角に設けられた幽閉所（黄金の鳥籠）への軟禁に変更）があったことが知られているが、サフィエ・スルタンの時代にも同じように前君主の余計な子孫を残さないために、前皇帝の側室のうち妊娠している者は、生きたまま袋に詰められ、ボスフォラス海峡に沈められたといわれている。
このように、厳しく、その立場は不安定極まりなかったオスマン帝国のハレムの女性達の間では、権力闘争も激しくならざるを得なかった。しかし、ひとたび自身の生んだ息子が皇帝に即位することとなればヴァーリデ・スルタン（母后Valide Sultan）と呼ばれてハレムの女主人として敬意を払われる身分となる。16世紀後半から17世紀にかけてのオスマン帝国は、皇帝独裁が保たれ政治の中心が宮廷に置かれたままであったにもかかわらず幼弱な皇帝が相次いだため、ヌールバヌー・スルタン、キョセム・スルタンなど著名な母后たちが権勢を振るった（女人政治、「女人の天下Devr-i Sultanat」とも）。
18世紀からは西欧化の波がハレムに押し寄せ、西欧化に熱心だった第31代アブデュルメジト1世（在位1839年～1861年）は、皇帝の住まいを1853年にトプカプ宮殿から西洋風のドルマバフチェ宮殿へと移し、1856年に余剰のジャーリヤを解放した。しかし、近代オスマン帝国の王宮であったドルマバフチェ宮殿やユルドゥズ宮殿にも小規模ながら女官と宦官の住むハレムは維持され、その後、1909年にオスマン帝国宮廷のハレムは解散された。

## 現代イスラム社会
厳格な男女分離政策を行っているサウジアラビアでは、結婚後の理想的な住居の例として、夫用の客間とは別に男子禁制の妻専用の客間を設けるとされており、この妻専用の客間をハレムと呼んでいる。妻の友人（女性に男友達というものはありえない）が来客した場合にはハレム（妻専用の客間）に案内して、ハレムの中ではアバヤを取って自由な服装でくつろぐことができる。ハレムは妻のプライベート空間であり、イスラム価値観的には夫であってもむやみに干渉することは悪いこととされている。
王族など資産家の場合には塀で囲った広大なエリアや体育館や室内プールのような大きな建物をハレムとすることで、ハレムの中でイスラム的には許されない水着やレオタードのような服装をして、女性だけが集まってスポーツなどの競技会が開催されることがある。女性の権利制限が厳しいイスラム原理主義社会であってもハレムの中だけは女性が自由になることができる。

## 非イスラーム世界におけるイメージの中のハレム

ドミニク・アングル作『トルコ風呂』 1862年 ルーヴル美術館蔵。
おびただしい数の裸の美女たち。オスマン帝国のハレムではこのような光景はない。この作品はヨーロッパ人の空想した「官能」「倦怠」の東方世界のイメージを映し出している。

既に述べたようにハレムという語がトルコ語から西欧諸言語に取り入れられたことからわかるように、西欧人がハレムの存在を「発見」したのは、オスマン帝国においてであった。
オスマン帝国のハレムは、その規模と神秘性からヨーロッパからイスタンブールにやってきた多くの観察者たちの注意をひきつけた。ヨーロッパでは、特に宮廷のハレムに住まう女性たちは、「君主の居室」を意味するトルコ語ハス・オダルク（Has Odalık）から訛ってオダリスク（Odalisque）とも呼ばれてきた。ヨーロッパの人々は、オスマン帝国の社会にみられるハレム、オダリスクを東洋的で異質なものととらえ、またこれらにはヨーロッパ人の手になる旅行記や絵画を通じて官能的なイメージを与えられたが、こうしたハレムに対するイメージの生産と受容はエドワード・サイードの批判したいわゆるオリエンタリズムの一種ということができる。官能的なハレムのイメージはオスマン帝国の滅亡後も再生産と増幅が21世紀に至るまで繰り返されてきた。
さらに、イスラーム圏の文脈や後宮の概念を離れ、広く、男性が多くの性的パートナー（それがどんな法的地位であれ）を持つ状態を、いささか不道徳なニュアンスと共に意味することもある。生物学では、ゾウアザラシやアシカなどの一夫多妻制のコロニーを意味するようになった。
こうした風潮は、イスラーム文化が根付いておらず、西欧人により解釈された「オリエント」の一部としての「官能的なハーレム」のイメージのみが普及することになった日本社会においても例外ではなく、「サルタンの君臨するハーレム」のイメージは日本においても再生産されてきた。この結果、現在では「ハーレム」の語は西アジアにおける元々の用法とは全く異なる意味を帯びた外来語として日本語に定着した。

### 日本語としてのハレム
一般的には男女関係や性風俗において少数の男性が同時に多数の女性を相手にしながら性行為を行う状況を指す他、より軽いニュアンスで女性ばかりが数多くいる中に少数の男性が存在するような状況に対して「ハーレム」という言葉が使われる場合も存在する。アニメ・ゲームなどの分野ではいわゆる「ハーレムもの」を意味し、この概念は欧米に逆輸入もされている。